# チョコプラインタビュー
『チョコプラインタビュー』は、テレビ朝日とABEMAで2022年6月28日に放送されたバラエティ番組である。

## 概要
この番組では街でインタビューして集めた日本国民のスゴい体験談をクイズとして出題するバラエティ番組。

## 出演者
- チョコレートプラネット
  - 長田庄平 - MC
  - 松尾駿 - 解答者

進行
- 林美桜（テレビ朝日アナウンサー）

## 放送リスト
| 回 | 放送日  | 解答者                                                                   | ゲスト     |
| -- | ------- | ------------------------------------------------------------------------ | ---------- |
| 1  | 6月28日 | - 岩崎う大（かもめんたる） - じろう（シソンヌ） - 酒井貴士（ザ・マミィ） | - 西野七瀬 |

## スタッフ
- ナレーション：ロジャー（大自然）
- 構成：大井洋一、清水綾一、植田将崇
- CAM：安達良、吉田剛、青木俊
- VE：楠部達也
- 美術：山本和記
- デザイン：谷口絵梨果
- 美術進行：高崎絵織
- 大道具：森田亮
- 小道具：高崎香織
- 衣装：藤原優花
- メイク：川口カツラ店
- 編集：上本学
- MA：佐々木小都美
- CG：スズ依
- 選曲効果：板井基至
- テロップデザイン：三宅朝陽
- 編成：岡村地郎、馬渕真太朗
- 宣伝：尾木実愛
- デスク：原利加子
- 協力：テレビ朝日クリエイト、池田屋
- 制作協力：DragonEntertainment
- AD：杉本龍成、小宮山諒、春木優存、古谷冴
- AP：濱村可奈、宮﨑浩子
- ディレクター：須田基之、中島義天、べんべん / 秋山秀人、藤田豊平、渡辺啓輝、小野恵太
- チーフディレクター：竹原信太郎、川口達也
- プロデューサー：名田圭佑、石田直央
- ゼネラルプロデューサー：寺田伸也
- 制作著作：テレビ朝日、ABEMA